# Rebecka Edgren Aldén
Pour les articles homonymes, voir Alden.
Rebecka Edgren Aldén, née le 9 mai 1972 à Stockholm, en Suède, est une romancière et journaliste suédoise.

## Biographie
Elle naît à Stockholm en 1972. Elle travaille comme journaliste pour le Upsala Nya Tidning, Expressen et en indépendante avant de devenir rédactrice pour les magazines féminins suédois Mama, Family Living et Damernas Värld.
Comme romancière, elle débute en 2009 en écrivant en collaboration avec Tinni Ernsjöö Rappe (sv) le roman Skriet från kärnfamiljen. En 2015, elle publie seul Le Dernier Péché (Den åttonde dödssynden), un thriller psychologique publié en France en 2017 dans la collection Sueurs froides.

## Œuvre
- Skriet från kärnfamiljen (2009, avec Tinni Ernsjöö Rappe (sv))
- Den åttonde dödssynden (2015) Publié en français sous le titre Le Dernier Péché, traduction de Lucas Messmer, Paris, éditions Denoël, coll. « Sueurs froides », 2017
- Och blomstren dö (2017)